# Auguste Pomel
Nicolas Auguste Pomel( Issoire, 20 de setembro de 1821 - 1898) foi um geólogo, paleontólogo e botânico francês. Ele trabalhou como engenheiro de minas na Argélia e se tornou um especialista em fósseis de vertebrados do norte da África. Ele foi senador da Argélia por Oran de 1876 a 1882.

## Vida
Nicolas-Auguste Pomel nasceu em Issoire, Puy-de-Dôme, em 20 de setembro de 1821. Estudou no Lycée de Clermont e obteve a licença ès sciences. Ele foi convocado para o exército quando se preparou para entrar na École des mines. Ele se tornou engenheiro civil após ser libertado. Após o golpe de estado de 2 de dezembro de 1851, suas crenças republicanas valeram-lhe a deportação. Ele se tornou um Garde des mines em Oran em 1866, e foi promovido à primeira classe em 1872. De 1876 a 1882 ele foi membro do Senado (divisão Oran). Em 1882, ele foi encarregado de mapear geologicamente a Argélia. Ele morreu em Dra-el-Mizan.
Pomel também foi um botânico prolífico, nomeando e descrevendo muitas espécies de plantas e alguns gêneros também. O gênero Pomelia (Durando ex Pomel) da família Apiaceae é nomeado em sua homenagem.

## Trabalhos publicados
Ele foi o autor de quase 100 publicações no Norte da África; seus trabalhos incluem Sur les Alcyonaires fossiles Miocenes de l'Algerie (1868) e Des races indigènes de l'Algérie et du rôle que leur reservent leurs aptitudes (1871). Outros esforços escritos por Pomel são
- Catalogue méthodique et descriptif des vertébrés fossiles, 1853 – Catálogo e descrição de fósseis de vertebrados.
- Classification méthodique et genera des échinides vivants et fossiles, 1883 – Classificação de vivos e fósseis de Echinidae.
- Contributions a la classification méthodique des Crucifères, 1883 – Contribuições para a classificação metódica das Cruciferae.
- Une mission scientifique en Tunisie en 1877, 1884 – Uma missão científica na Tunísia em 1877.
- Paléontologie ou description des animaux fossiles de l'Algérie, 1885–87 – Paleontologia; uma descrição de fósseis de animais da Argélia.[7]
- Description stratigraphique générale de l'Algérie, 1889 – Descrição estratigráfica geral da Argélia.
- Caméliens et Cervidés, 1893 – Camelídeos e cervídeos.
- Les Rhinocéros quaternaire, 1895 – Rinoceronte quaternário.
- Les éléphants quaternaires, 1895 – Elefantes quaternários.
- Singe et homme, 1896 – Macacos e humanos.[7]